# Laurium

Lages des Kastells im Stadtplan von 2017

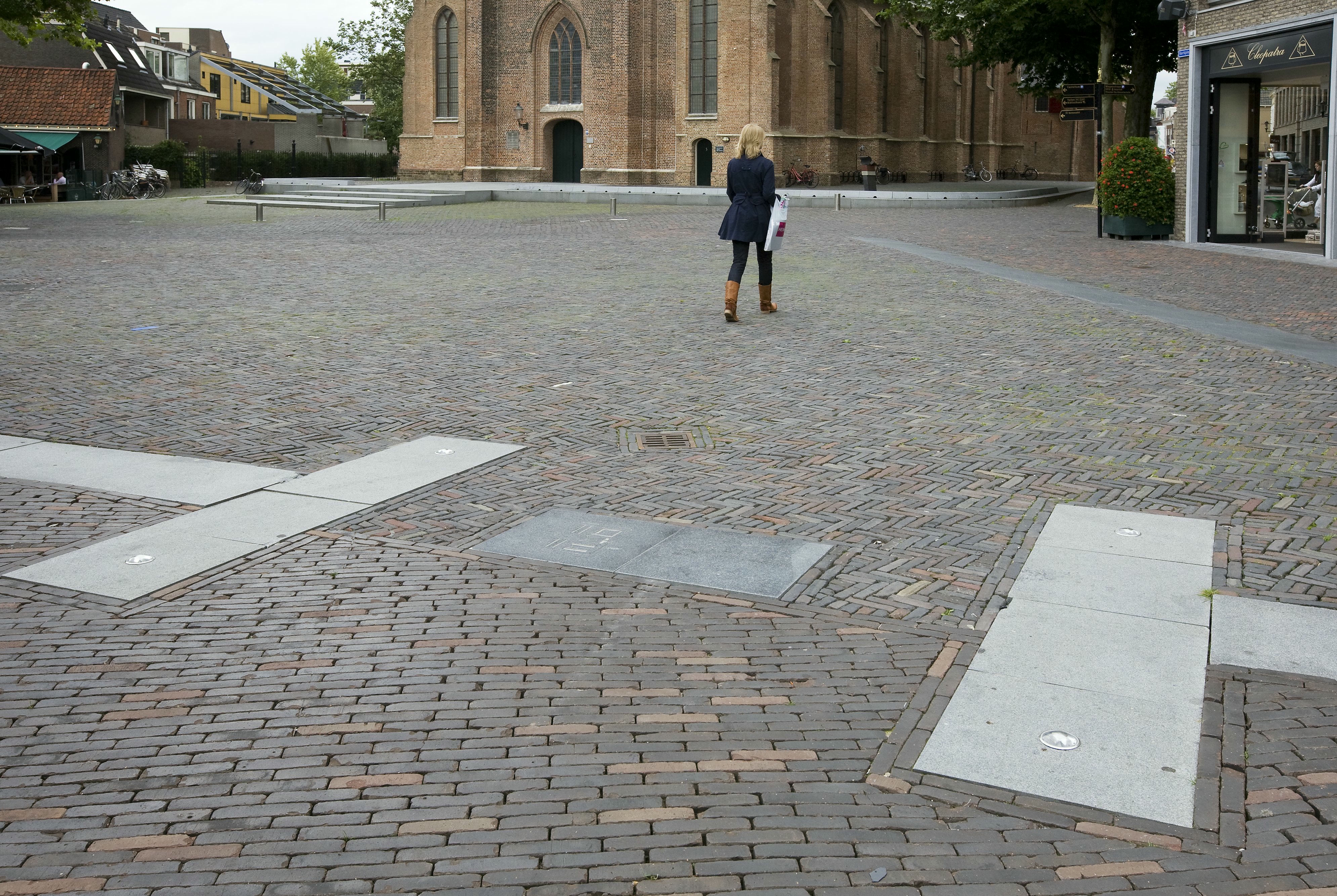
Markierung des Kastellgrundrisses in der Pflasterung des Kerkpleins

Laurium oder Laurum war ein römisches Kohortenkastell am Niedergermanischen Limes, der seit 2021 Bestandteil des UNESCO-Weltkulturerbes ist. Die Relikte des ehemaligen Militärlagers liegen heute unter dem Zentrum von Woerden, einer Stadt und Gemeinde in der niederländischen Provinz Utrecht. Außer durch das Kastell und den dazugehörenden Vicus ist Woerden in der Provinzialrömischen Archäologie vor allem durch eine Anzahl von Schiffsfunden aus römischer Zeit bekannt geworden.

## Schiffsfunde von Woerden

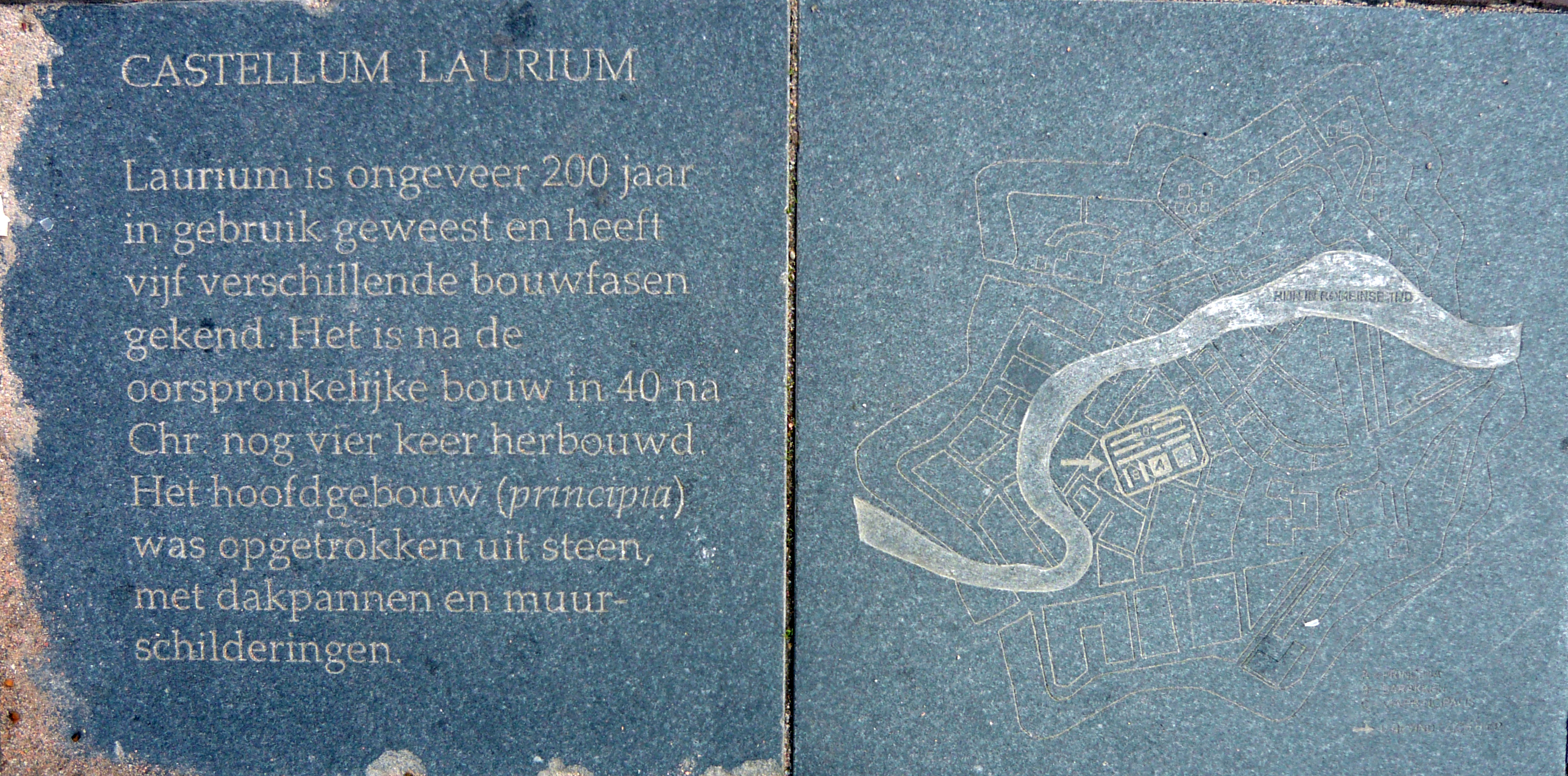
Verlauf des Rheins um das Kastell Laurium in römischer Zeit. Steinplatte in der Pflasterung des Kerkpleins von Woerden

### Woerden 7 und 8

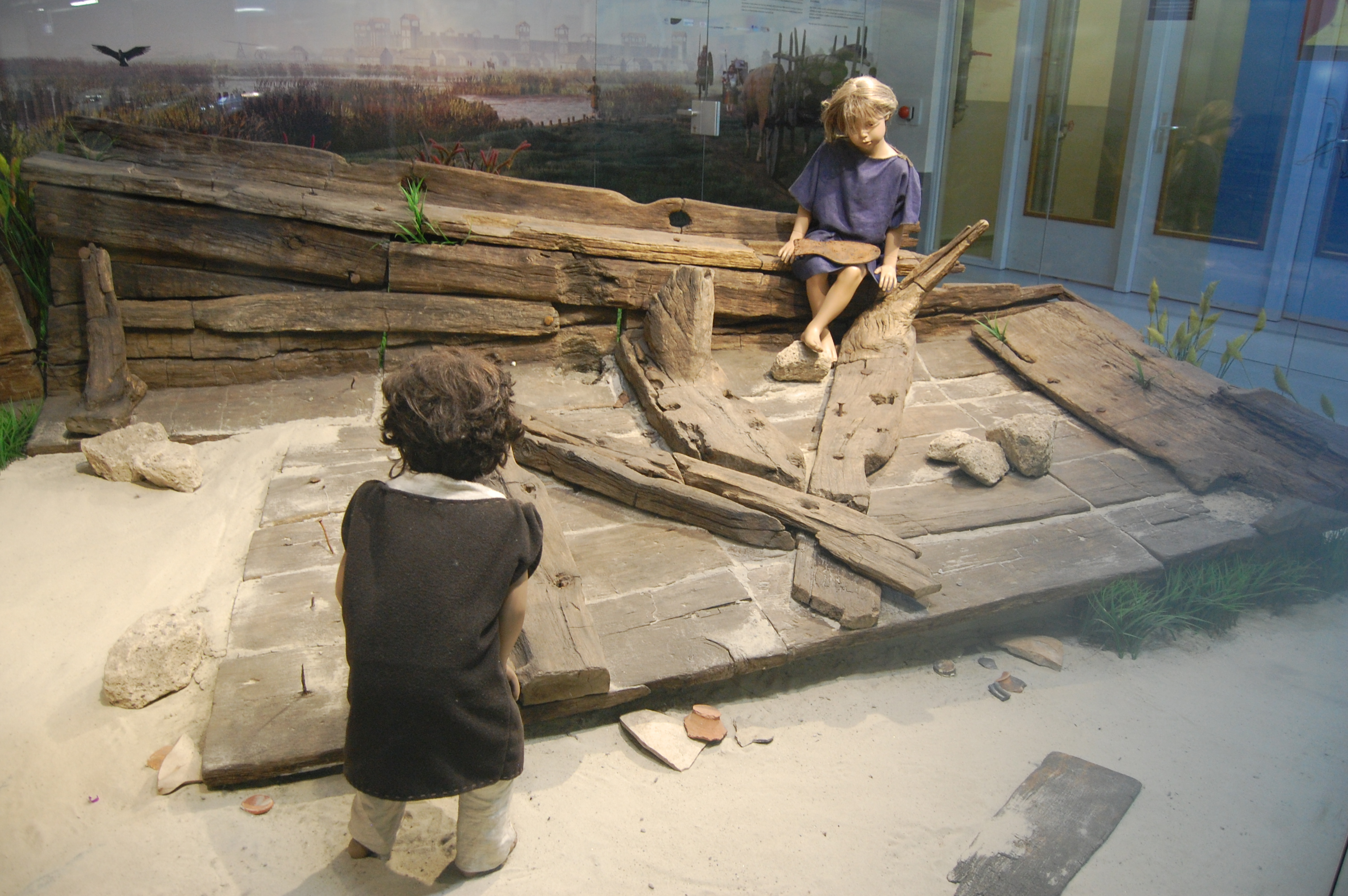
Restauriertes Achterschiff der Woerden 7 in der Tiefgarage unter dem Kirchplatz
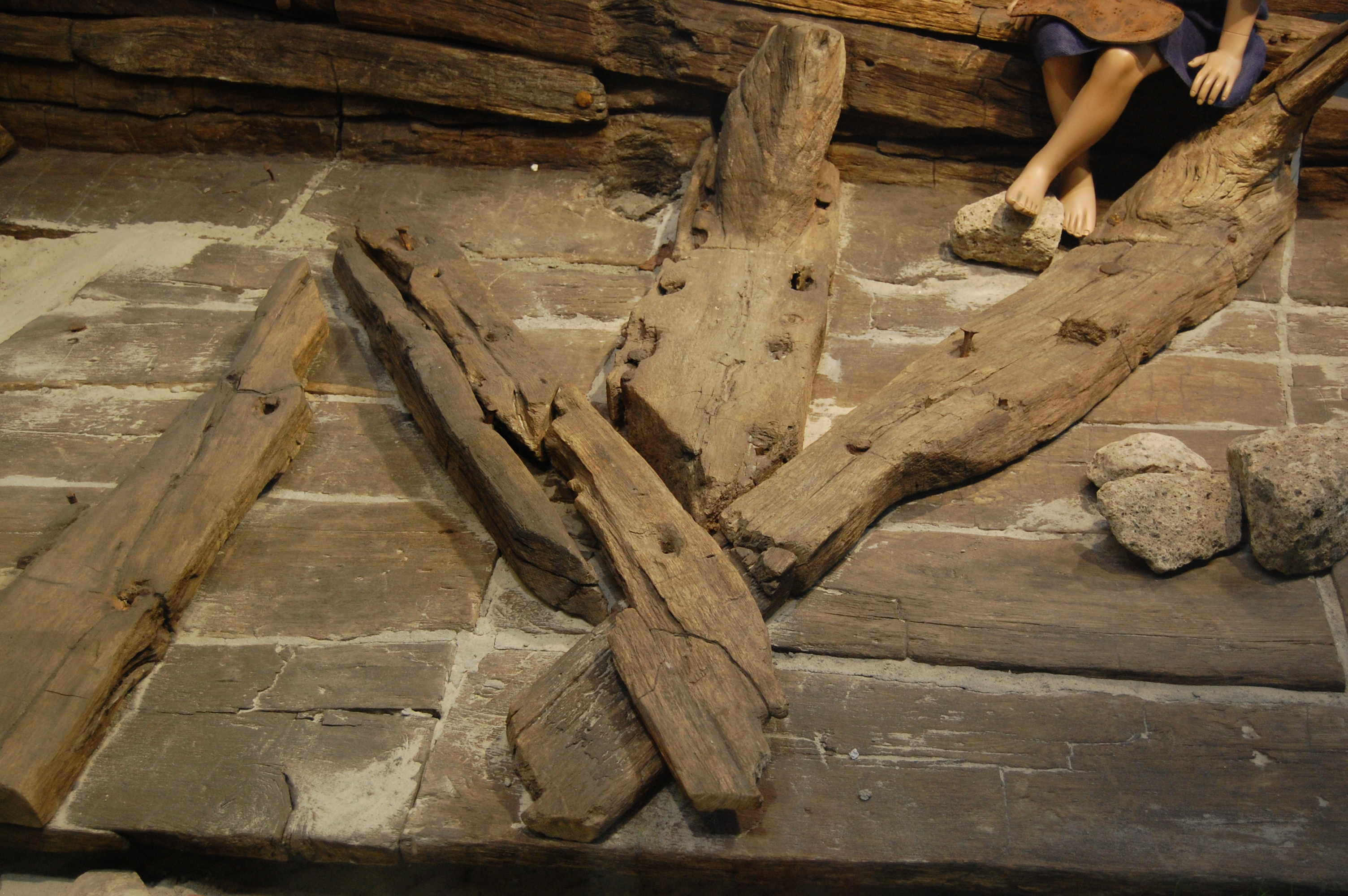
Restauriertes Achterschiff der Woerden 7 in der Tiefgarage unter dem Kirchplatz